# The Nation (Tailândia)
The Nation é um jornal de circulação diária em língua inglesa, fundado em 1971 e publicado na cidade de Bangkok, Tailândia, é de propriedade do Nation Multimedia Group.
The Nation é um membro da Asia News Network, sendo um dos dois jornais de língua Inglesa em Bangkok, o outro é o Bangkok Post.

## História
O jornal foi fundado por jornalistas, em 1971, como The Voice of the Nation, posteriormente o nome foi encurtado para "The Nation. O jornal mudou consideravelmente em 1991, quando vários jornalistas tailandeses do Bangkok Post  transferiram-se para The Nation.
Em 2008,  demitiu um número significativo de funcionários e sob a nova direção, do ex-editor de negócios Thanong Khanthong, reformulou-se como um jornal de negócios.